# Костина, Мария Михайловна
Мари́я Миха́йловна Ко́стина (1938—2011) — советский животновод, бригадир свиноводческой бригады совхоза «Родина» Цюрупинского района Херсонской области, Герой Социалистического Труда (1981).

## Биография
Родилась в 1938 году. Работала свиноводом в совхозе «Родина» в селе Счастливое Цюрупинского района Херсонской области Украинской ССР, позже была заведующей свиноводческой товарной фермой.
Указом Президиума Верховного Совета СССР от 6 марта 1981 года за выдающиеся успехи, достигнутые в выполнении заданий десятой пятилетки и социалистических обязательств по увеличению производства и продажи государству продуктов земледелия и животноводства присвоено звание Героя Социалистического Труда с вручением ордена Ленина и золотой медали «Серп и Молот». 
Является кавалером трёх орденов Ленина и ордена Трудового Красного Знамени.
Делегат XXV съезда КПСС.
Умерла в 2011 году.